# Blueberry Garden
 (octobre 2019).
Si vous disposez d'ouvrages ou d'articles de référence ou si vous connaissez des sites web de qualité traitant du thème abordé ici, merci de compléter l'article en donnant les références utiles à sa vérifiabilité et en les liant à la section « Notes et références ».
Blueberry Garden est un jeu vidéo de plates-formes et de réflexion développé par Erik Svedäng sur PC. Le jeu obtenu le Grand prix Seumas-McNally de l'Independent Games Festival 2009 où il a été également nommé dans la catégorie d'excellence en bande-son.

## Système de jeu
Blueberry Garden met le joueur dans la peau d'une créature mi-homme mi-oiseau qui va partir à la découverte d'un monde menacé par la montée des eaux. Jeu de plates-formes en deux dimensions, le joueur peut marcher de gauche à droite, sauter mais aussi planer. Si le principe premier du jeu est l'exploration, celle-ci se heurte à d'infranchissables montagnes et pour poursuivre son voyage, le personnage principal doit se lancer de haut et planer au-dessus de pics montagneux, c'est pour cela qu'au cours de ses pérégrinations il va pouvoir récolter des objets qui vont venir s'empiler à un endroit précis de la carte et créer ainsi un promontoire duquel le héros va pouvoir se lancer.
Certains objets ne sont toutefois pas des plus faciles à approcher, que ce soit parce qu'ils sont perchés trop haut, abrités derrière un mur ou immergés sous l'eau, le personnage principal ne peut pas toujours compter sur ses propres capacités. Le titre du jeu "Blueberry Garden", "le jardin des myrtilles" en français, prend alors tout son sens avec la culture de fruits pouvant améliorer les capacités du personnage. Sur tout le "jardin" et ce dès le début du jeu, des arbres fruitiers sont disposés et produisent les fameux fruits. Ceux-ci ont d'ailleurs leur propre cycle de vie : un fruit laissé seul sur le sol finit par se désagréger pour donner une jeune pousse, celle-ci grandit progressivement jusqu'à donner un arbre, celui-ci verra des fruits pousser le long de ses branches avant de les laisser tomber lorsqu'ils arrivent à maturité, l'arbre finira enfin par mourir pour laisser place aux pousses engrangés par ses fruits.
Le Joueur doit ainsi veiller à ce que le "jardin" garde un certain équilibre, le risque étant que si lui mange trop de fruit alors il n'y aura plus d'arbre et donc plus de fruit pour lui permettre d'atteindre certains objets. Mais le joueur n'est pas seul dans ce monde et il devra protéger ses fruits contre les animaux qui peuplent le jeu. Car si ceux-ci ne présentent pas de réel danger pour le joueur, trop nombreux ils mettent bien en péril le fragile équilibre du "jardin".

## Accueil
Si on lui a reproché son manque de durée de vie, Blueberry Garden a reçu de nombreuses critiques favorables notamment du site Indiegames.com ou du quotidien britannique The Guardian. Le jeu est également en 2009 le lauréat du prestigieux Grand prix Seumas-McNally décerné lors de l'Independent Games Festival